# 1940 dans les chemins de fer
Chronologie des chemins de fer
1939 dans les chemins de fer - 1940 - 1941 dans les chemins de fer

## Évènements

### Mai
- 4 mai, France : Déraillement du train Aurillac-Paris sur la ligne de Montluçon à Bourges à la suite d'un effondrement du remblai dû à de fortes inondations, 33 morts.

### Juin
- 21 juin, France : installation à Paris de la Wehrmachtverkehrsdirektion (WVD), direction des transports de l'armée allemande, la Wehrmacht), chargée de contrôler l'exploitation des chemins de fer. Elle est dirigée par le colonel Göritz.
- 22 juin, France : signature de l'armistice franco-allemand à Rethondes. L'article 13 dispose que la SNCF est mise à la disposition de l'armée allemande.

### Juillet
- 29 juillet, France : suspension du trafic ferroviaire entre la zone libre et la zone occupée jusqu'au 2 août, date à laquelle il reprend partiellement.

### Août
- 4 août, France : la SNCF doit livrer mille locomotives  à la direction des transports de la Wehrmacht.
- 15 août : les tarifs de la Deutsche Reichsbahn s'appliquent au réseau Alsace-Lorraine, annexé de fait.
- 30 août, France : la première classe est interdite aux personnes « de race noire » dans le métro de Paris[1].

### Octobre
- 9 octobre, France : fermeture du Tramway d'Étaples à Paris-Plage.